# Lee Soon-ja
Lee Soon-ja (* 24. März 1939 in Hsinking, Unterprovinz Jilin, Mandschukuo, damaliges Japanisches Kaiserreich, heutige Volksrepublik China) war von 1958 bis zu dessen Tod 2021 die Ehefrau die Gattin von Präsident Chun Doo-hwan und von 1980 bis 1988 die fünfte First Lady der Republik Korea.

## Leben
Nachdem Korea 1945 von der japanischen Herrschaft unabhängig wurde, kehrte sie mit ihrer Familie auf die koreanische Halbinsel zurück. Ihr Vater diente als Offizier im südkoreanischen Heer.
1957 studierte sie Medizin an der Ewha Womans University, gab jedoch ihren Traum, Ärztin zu werden, auf und heiratete 1958 den Armeeoffizier Chun Doo Hwan, der 1980 Präsident von Südkorea wurde. Später graduierte sie an der Yonsei University. Lee und Chun Doo-hwan haben vier Kinder: drei Söhne (Chun Jae-yong, Chun Jae-guk, Chun Jae-man) und eine Tochter (Chun Hyo-sun).
Nachdem ihr Mann 1980 Präsident von Südkorea wurde, begleitete sie ihn zu allen öffentlichen Veranstaltungen. In den 1980er Jahren begannen Familien in Südkorea, vom Schwarzweißfernsehen auf das Farbfernsehen umzustellen. Durch das Farbfernsehen machte die First Lady Anfang 40, gekleidet in wunderschöne Kostümen und traditionelle Kleidern, die Koreaner damals stolz. Als Chun Doo-hwan an der Macht war, wurden das extravagante Verhalten von Lee Soon-ja und der Finanzbetrug des jüngeren Geschwisters ihres Onkels zu einem gesellschaftlichen Problem und wurden von der südkoreanischen Gesellschaft kritisiert. Sie zeigte großes Interesse an pädagogischen Fragen und leistete einen quantitativen und qualitativen Beitrag zur Entwicklung der frühkindlichen Bildung und Herzchirurgie bei Kindern.
Nach Chun Doo-hwans Rücktritt von der Präsidentschaft geriet sie in Ungnade. Sie und ihre Familie wurden der Korruption verdächtigt. Am 23. November 1988 ließ sie sich zusammen mit ihrem Mann in einem buddhistischen Kloster nieder, wo sie zwei Jahre verbrachte. Im Mai 2006 wurde Lee wegen des Verdachts des Besitzes illegaler Ersparnisse in Höhe von rund 13 Milliarden Won von der südkoreanischen Ermittlungsbehörde vorgeladen. Gleichzeitig muss die Familie noch immer einen gigantischen Betrag von 370 Millionen Dollar zahlen, den Chun Doo-hwan auf einmal aus dem Staatshaushalt gestohlen hat. Die Familie von Lee und Chun zahlt immer noch diese Schulden ab.
Im Jahr 2017 zeigte eine öffentliche Meinungsumfrage, dass Lee Soon-ja die schlechteste First Lady in der südkoreanischen Geschichte war. Nur 0,2 % der Befragten hatten eine positive Meinung zu ihr und 53,1 % hatten eine negative Meinung zu ihr. Am 1. Januar 2019 sorgte sie für Kontroversen, als sie erklärte, Chun Doo-hwan sei „der Vater der koreanischen Demokratie“. Ihre Aussage wurde von großen südkoreanischen politischen Parteien kritisiert.